# میخائیل دویاتیاروف
میخائیل دویاتیاروف (روسی: Михаи́л Талга́тович Девятья́ров؛ زادهٔ ۲۵ فوریهٔ ۱۹۵۹) اسکی‌باز صحرانوردی اهل شوروی بود.